# 布田 (調布市)
布田（ふだ）は、東京都調布市の町名。現行行政地名は布田一丁目から布田六丁目。

郵便番号は182-0024。

## 地理
調布市の中央に位置する。
東から時計回りに、調布市国領町、調布市染地、調布市多摩川、調布市小島町、調布市調布ケ丘、調布市八雲台に隣接する。
甲州街道と京王電鉄が通り地域の流動が集結している。また、京王電鉄調布駅駅が存在し、直結する駅ビルのトリエ京王調布A館があり（B館・C館は小島町にある）、各種商業店舗が集結し商圏を形成。行政機関も近隣に存在し、調布市役所がある小島町と並び、調布市の中心的な地域である。

## 歴史

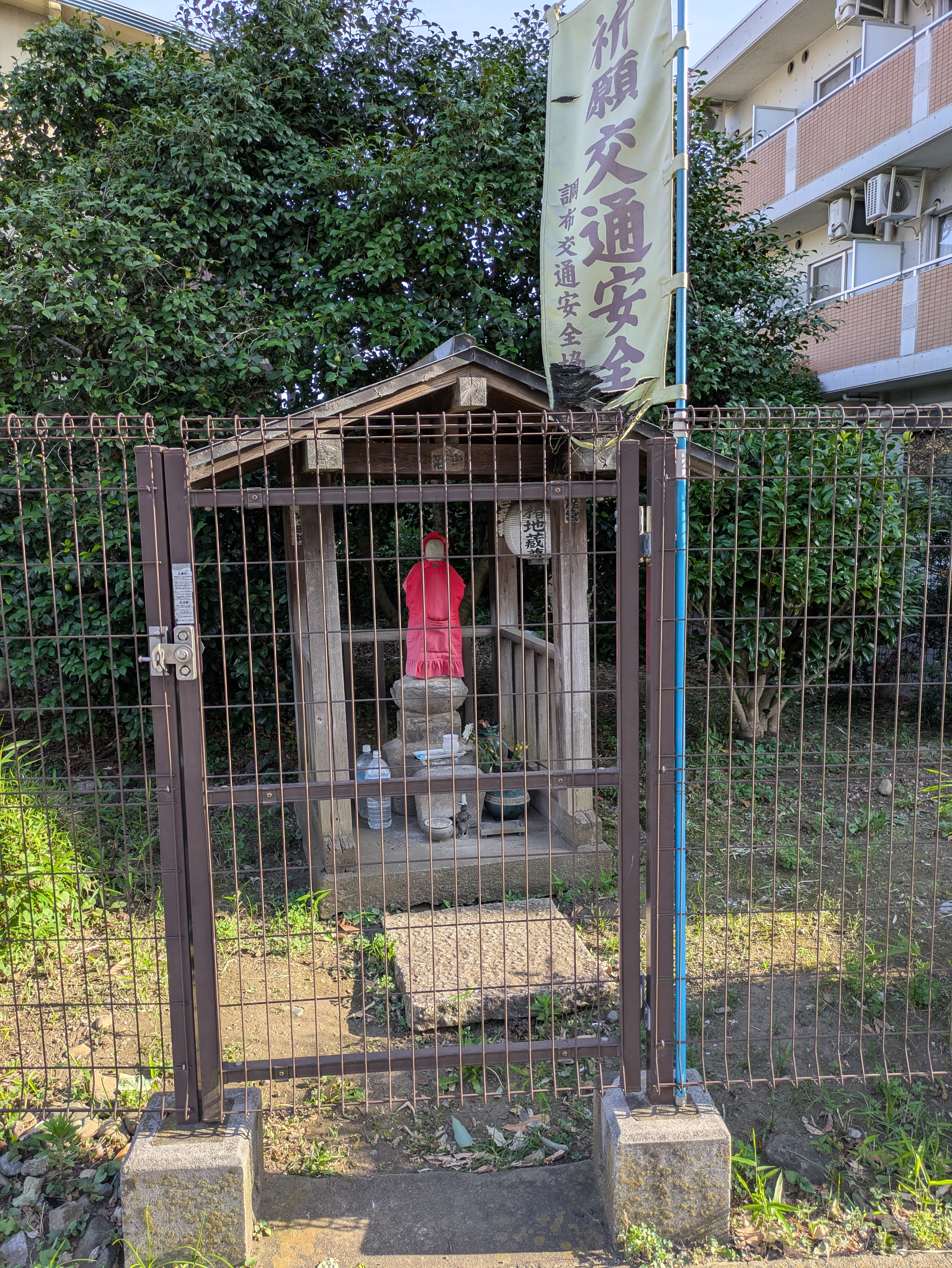
椿地蔵（調布市布田）（2025年6月）

「布田」の地名は、市名「調布」の由来である調として納めた特産物の布を多摩川で晒していた様子から「布多」と呼ばれるようになったのが起こりで、市内の古社である布多天神社に「布多」の表記が残る。多摩川対岸の川崎市多摩区にも「布田」の町名があるが、これは元は同一の地域であったものが、過去に多摩川の流路が氾濫により度々変更されたことで、川の対岸へ分断されたものである。
江戸時代には甲州街道に布田五宿が置かれ、国領宿・上布田宿・下布田宿・上石原宿・下石原宿の5つの宿場が設置された。元の宿場町があった「上布田」「下布田」の地名は、甲州街道（旧甲州街道・国道20号）沿いに現存する商店街や交差点の名称にも使われている。
なお、多摩川沿いにも上布田町・下布田町の町名があるが、河川敷にあたるため住民登録されている人口はない。また旧宿場町としての「上布田」「下布田」とも離れており、市内で「上布田」「下布田」とという場合は、元の宿場町があった甲州街道沿いの地域を指すのが普通で、甲州街道（旧甲州街道・国道20号）沿いに現存する商店街や交差点の名称にも「上布田」「下布田」の名が使われている。旧甲州街道沿いの商店街「上布田商栄会」は調布駅のある布田から布田駅（国領町5丁目）まで延びており、その範囲は国領町にまたがる。

## 世帯数と人口
2022（令和4）年10月1日現在の世帯数と人口は以下のとおりである。
|       | 世帯数（世帯） | 人口（人） |
| ----- | -------------- | ---------- |
| 1丁目 | 1499           | 2501       |
| 2丁目 | 1982           | 3085       |
| 3丁目 | 1178           | 2048       |
| 4丁目 | 1644           | 2783       |
| 5丁目 | 1229           | 2362       |
| 6丁目 | 981            | 2092       |

## 小・中学校の学区
地域内の公立小中学校の学区は以下のとおりである。
|       | 小学校               | 中学校             |
| ----- | -------------------- | ------------------ |
| 1丁目 | 調布市立第一小学校   | 調布市立調布中学校 |
| 2丁目 | 調布市立八雲台小学校 | 調布市立第七中学校 |
| 3丁目 | 調布市立第二小学校   | 調布市立第三中学校 |
| 4丁目 | 調布市立第一小学校   | 調布市立調布中学校 |
| 5丁目 | 調布市立布田小学校   | 調布市立第三中学校 |
| 6丁目 | 調布市立布田小学校   | 調布市立第三中学校 |

## 施設

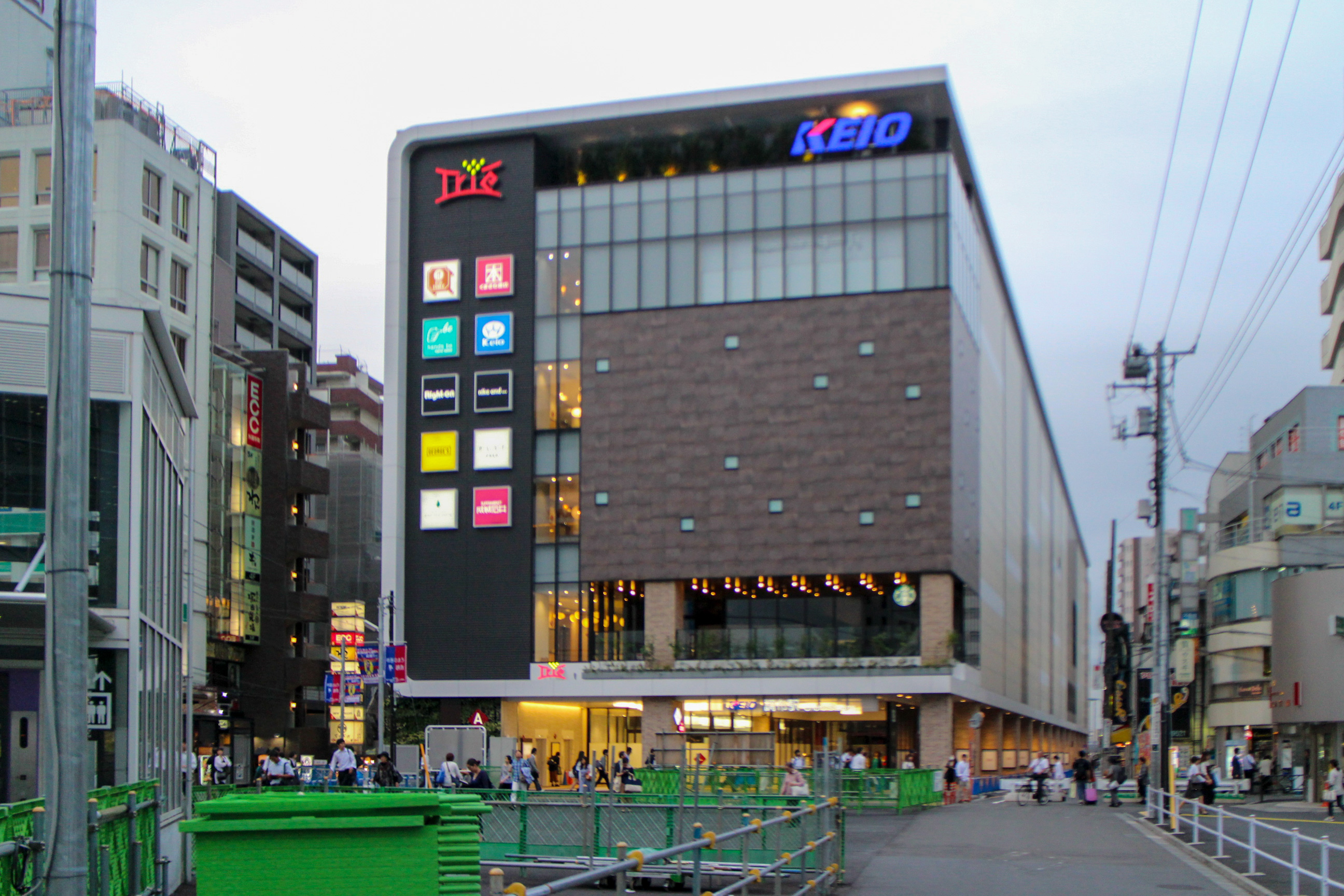
調布駅に直結するトリエ京王調布A館

### 布田四丁目

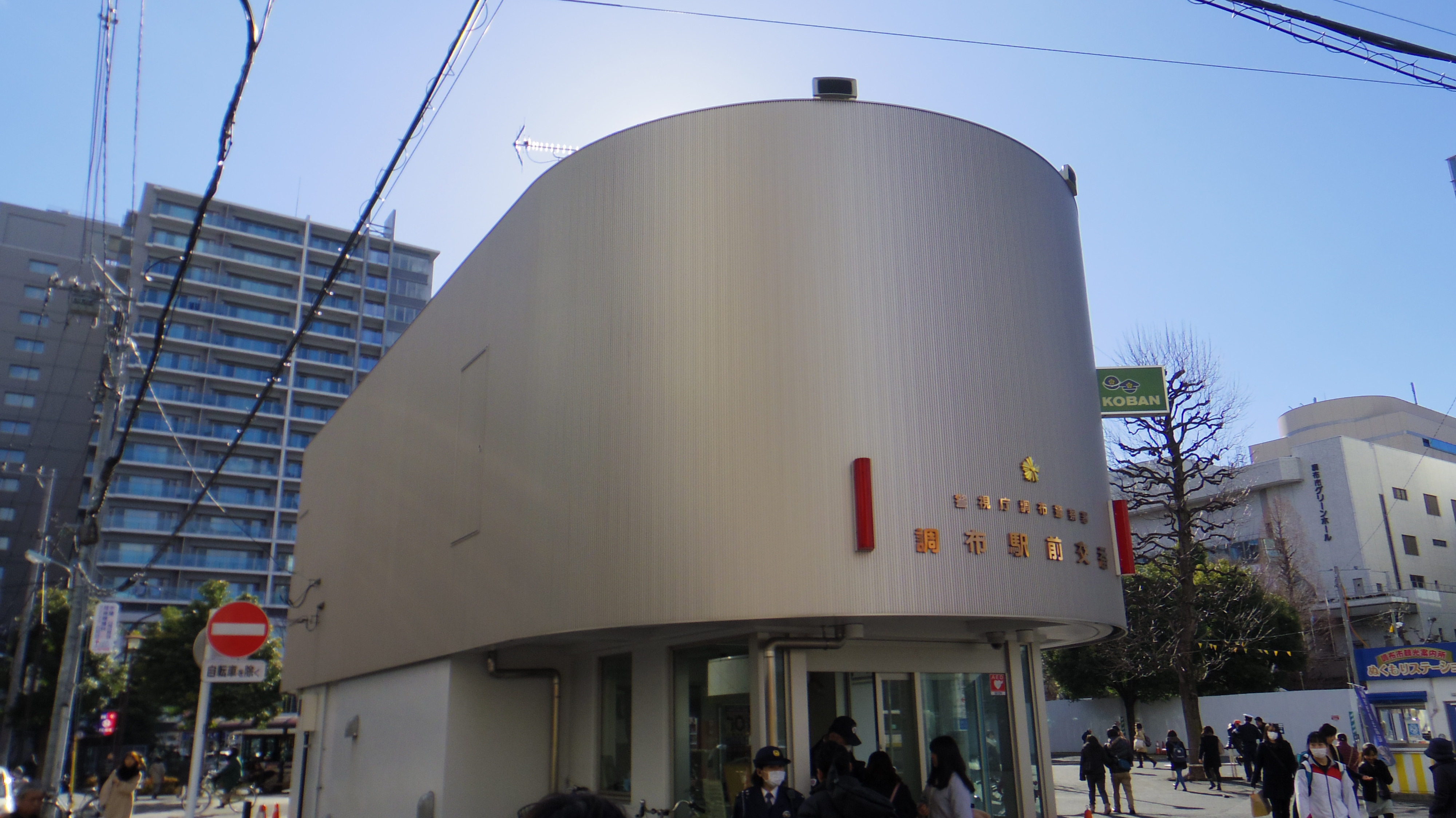
トリエ京王調布A館
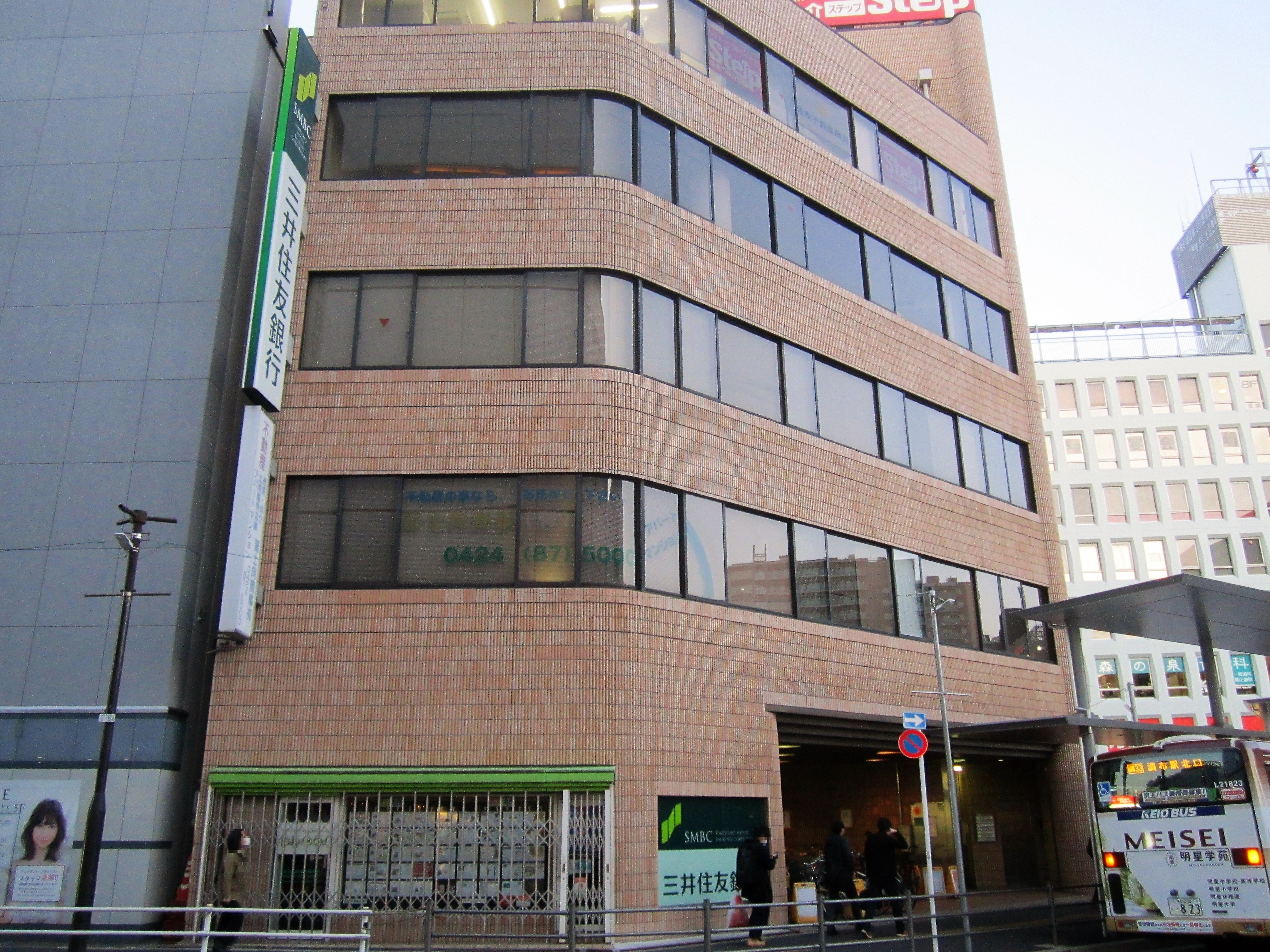
京王電鉄・調布駅
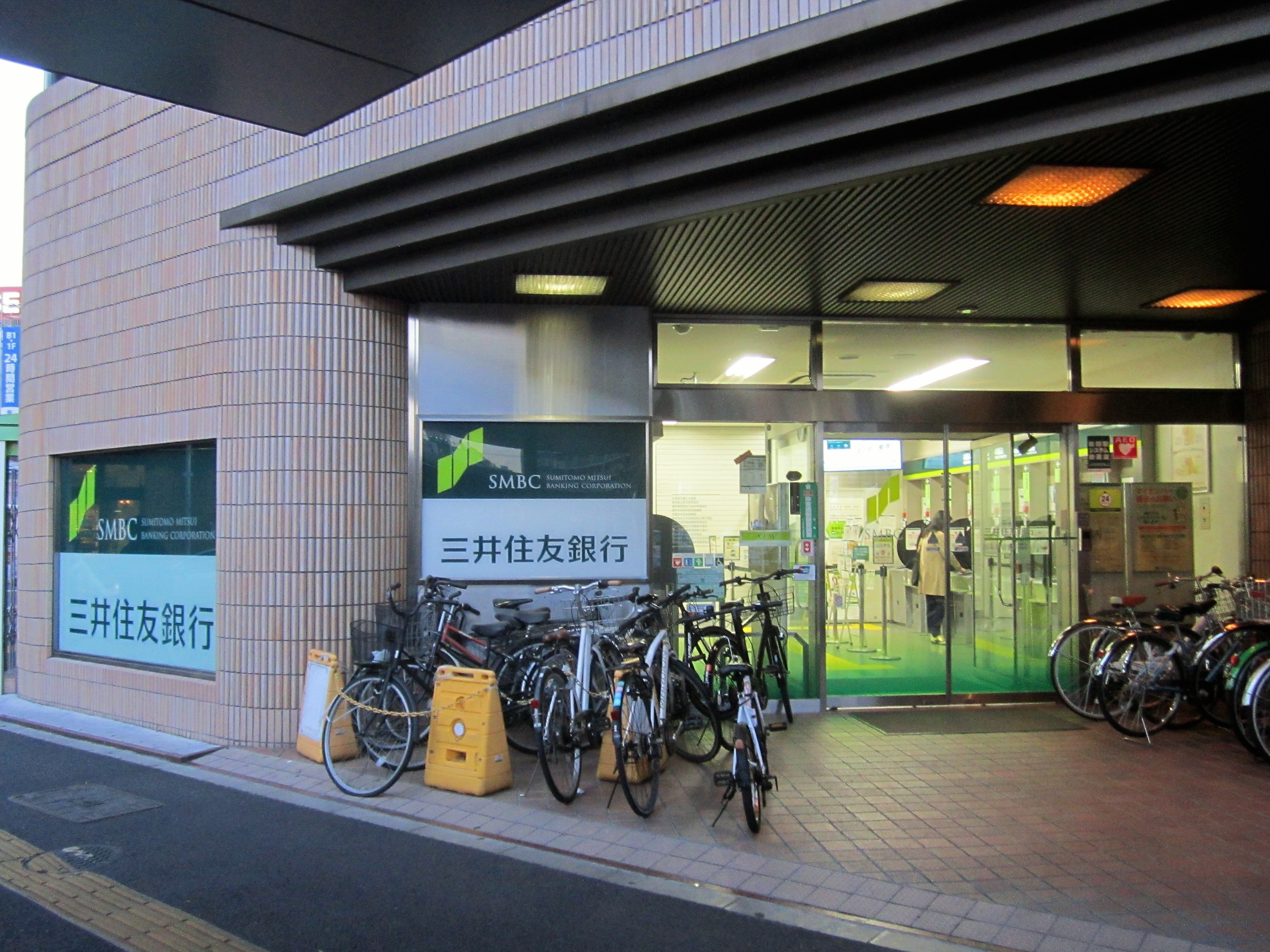
調布駅前交番

- 調布駅前交番
- 三井住友銀行調布駅前支店
- 三井住友銀行調布駅前支店

## 交通

### 鉄道
| 街区内に存在する駅                   |
| ------------------------------------ |
| 京王線・京王相模原線 - 調布駅(KO 18) |

- 調布駅は布田4丁目にあるが、位置的に小島町との境界付近に施設が存在する。
  - 調布駅前の交通広場（北口・南口バス乗り場）は、布田と小島町にまたがる。
  - なお、布田駅は国領町5丁目にある。

### バス
- 京王バス京王バス調布営業所 が隣接街区に存在し各路線を運行。
- 小田急バス狛江営業所が隣接街区に存在し各路線を運行。

### 道路
- 旧甲州街道
- 品川通り